# Álvaro García Rivera
Álvaro García Rivera (nascut el 27 d'octubre de 1992) és un futbolista professional espanyol que juga com a davanter al club de la primera divisió Rayo Vallecano.

## Carrera de club
Nascut a Utrera, província de Sevilla, García va acabar la seva formació amb el local CG Goyu-Ryu, fitxant pel CD Utrera l'agost de 2011. Va fer el seu debut com a sènior la temporada 2011-12, amb el seu equip als campionats regionals.
El 23 de gener de 2013, García es va traslladar al San Fernando CD, a Segona Divisió B. Va acabar la campanya amb 15 aparicions (12 titulars), marcant un gol.
El 6 de juliol, García es va incorporar al Granada CF de la primera divisió durant quatre anys. Va jugar amb el primer equip durant la pretemporada i va debutar professionalment i a la primera divisió el 18 d'agost, jugant els últims dotze minuts d'una victòria a casa per 2-1 contra el CA Osasuna.
El 28 d'agost de 2014, García va ser cedit al club de Segona Divisió Racing de Santander, en un contracte de cessió d'una temporada. Aproximadament un any després es va traslladar al Cadis CF, també amb un contracte temporal.
El 19 de juliol de 2016, després de marcar els nou gols de la seva carrera durant la campanya d'ascens del Yellow Submarine, García va signar un contracte permanent de quatre anys després de rescindir amb el Granada. El 14 de gener de 2018, va marcar un doblet en una derrota a casa per 2-0 del Córdoba CF.
El 13 d'agost de 2018, el Cadis va anunciar que el 50% dels drets federatius de García es van vendre a la SD Huesca per una quota de 3 milions d'euros, però el jugador va anunciar hores després que no jugaria en aquest darrer club. Deu dies després, es va incorporar al Rayo Vallecano amb un contracte de cinc anys.